# Nedre Åbyn
Nedre Åbyn är en småort, belägen norr om Burträsk, i Burträsks socken i Skellefteå kommun.